# Quintanilla Cabrera
Quintanilla Cabrera, también conocida como La Cabrera, es una localidad situada en la provincia de Burgos, comunidad autónoma de Castilla y León (España), comarca de Sierra de la Demanda, partido judicial de Salas, ayuntamiento compartido con Mazueco y Villoruebo.

## Geografía
En el antiguo Alfoz de Lara, al sur de la Sierra de la Demanda y al Norte de la Sierra de Las Mamblas; a 28 km de Salas de los Infantes, cabeza de partido, y a 35 de Burgos. 
Comunicaciones: autobús Burgos-Tinieblas, con parada a 2,5 km. 
El ayuntamiento está formado por Quintanilla Cabrera, Mazueco y Villoruebo. Quintanilla Cabrera se encuentra situado en los confines septentrionales de la jurisdicción de Lara, sobre terreno desigual y de mediana caliad, el clima es bastante estable, y con buenas aguas potables. Comparte con Villoruebo su clima sano pero está en terreno algo más llano y fértil, pues la baña un arroyo que nace a corta distancia del pueblo y va a desaguar en el Arlanza. Esa mayor fertilidad hace que sus cultivos y pastos sean más sanos y variados que los de Villoruebo, ya que sus prados y montes están poblados de robles y flora que la hacen única para el ganado vacuno y el lanar churro, añadiéndose los consabidos cereales de secano y a legumbres del tipo de los garbanzos, el cáñamo, las patatas e incluso algunas frutas. Finalmente Mazueco comparte con Quintanilla Cabrera su clima pero añadiendo un terreno montuoso y humendo donde azota mucho el viento. 
Estos tres núcleos de población se alinean a lo largo de la misma carretera cuyos puntos extremos son Tañabueyes y Torrelara.

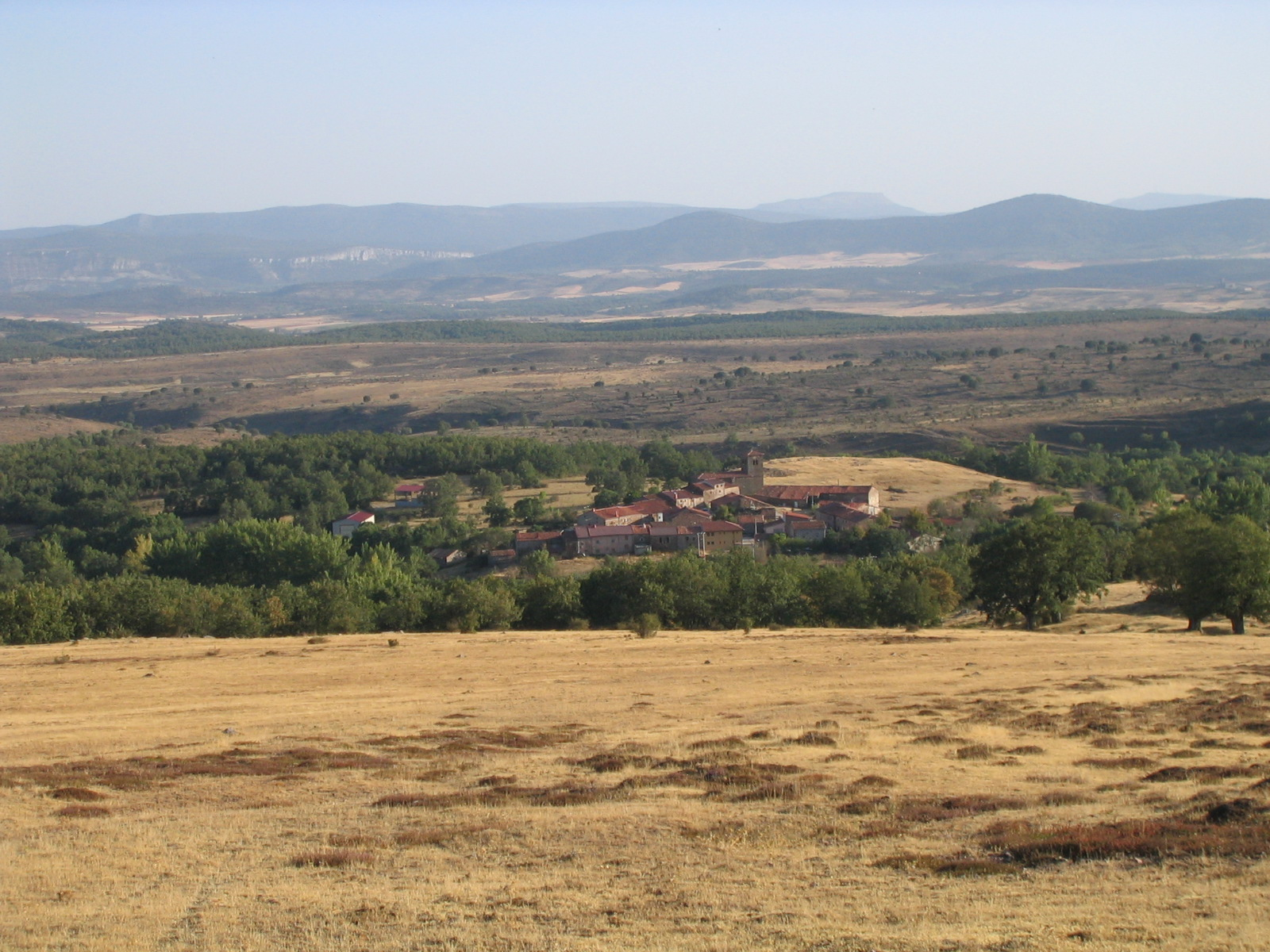
Vista de Quintanilla Cabrera desde las tenadas

## Situación administrativa
En las elecciones locales de 2007 correspondientes a esta entidad local menor concurre una sola candidatura encabezada por María Begoña Hortigüela Hortigüela, gracias a la cual en pocos años se ha visto cambiada la antigua apariencia del pueblo que ahora consta con nuevas casas, pistas de tenis y baloncesto, un bar, un dispensario médico y una casa rural.
En las elecciones municipales de 2011 María Begoña Hortigüela Hortigüela volvió a resultar elegida como Alcaldesa Pedánea de Quintanilla Cabrera.

## Demografía
En el censo de 1950 contaba con 100 habitantes, reducidos a 16 en 2004, los mismos que en 2007, en la actualidad cuenta con unos 30 habitantes empadronados aproximadamente, en la actualidad están en construcción y reformas varias casas para pasar a formar parte de nuevos habitantes.

## Historia
Lugar de la Jurisdicción de Lara, en el partido de Can de Muñó, jurisdicción de realengo, con alcalde pedáneo. A la caída del Antiguo Régimen queda agregado al ayuntamiento constitucional de Villoruebo, en el Partido de Salas de los Infantes perteneciente a la región de Castilla la Vieja datada en el siglo XVIII y con una iglesia de estilo tardogótico lo cual data al pueblo en una época anterior al 1730 ya que esta conserva muebles de la época de Felipe V.

## La Iglesia de San Vicente
Se trata de un templo de una sola nave rectangular con orientación este-oeste y sólidos muros de sillería de arenisca rojiza, si bien los sillares de la cabecera son de menor tamaño y fábrica menos trabajada que en el resto de la nave. Presenta dos contrafuertes prismáticos adosados al muro norte y otro similar en el muro sur, y dos más colocados diagonalmente en los vértices de la cabecera, que además aparecen escalonados. El muro está rematado en un alero de sillería con una doble cenefa, aunque en la cabecera el alero aparece biselado y está apeado sobre canecillos simples y sin ornamentación.
En el muro sur se halla adosada la sacristía, con acceso desde el interior a través de una puerta de dintel rectangular practicada en un arco de medio punto. Está confeccionada también con piedra de sillería, con bloques de gran tamaño en la base adaptados a las irregularidades del terreno, y cubierta enrasada. Presenta un contrafuerte prismático de corta altura, que refuerza a otro desaparecido del muro sur. Una ventana cuadrangular enrejada se abre en el centro del muro.

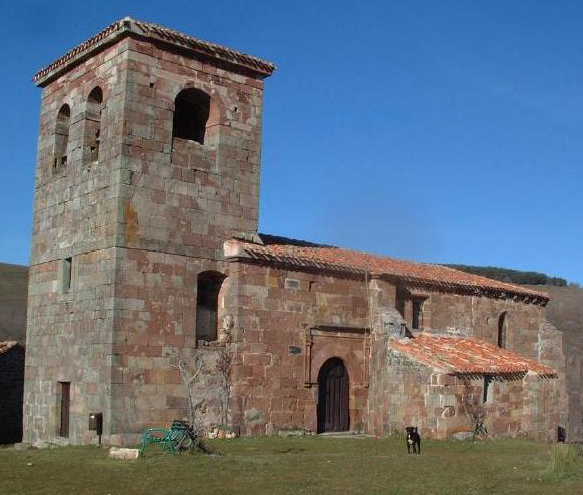
Vista de la fachada este de la Iglesia de San Vicente

En el muro occidental se sitúa la torre-campanario, de planta cuadrada y una cuidada fábrica de sillería, con cuerpo rematado por seis troneras con arcos de medio punto, y ventana y puerta rectangular.
Cerca del muro norte se han localizado los restos de una necrópolis formada por tumbas de lajas verticales, orientadas en dirección este-oeste, y en un cercano bloque exento de arenisca, una sepultura antropomorfa infantil. Todo el conjunto funerario parece corresponder a época altomedieval, pudiéndose datar entre los siglos XI al XII.
Al sur de la iglesia se localiza un pequeño cementerio, rodeado de una tapia de mampostería ordinaria, con el dintel de entrada constituido por un gran sillar con tejadillo a dos aguas y cruz pétrea. Colocados sobre las esquinas se observan unos elementos subesféricos sobre peana cúbica.
El ábside está presidido por el altar mayor de madera azul y dorada (en restauración), en el cual destaca una talla policromada de San Vicente, y escenas de su vida pintadas sobre cuatro tablas. Los aires clasicistas de este elemento atribuyen su realización a finales del siglo XVI. En el muro norte se sitúa un retablillo churrigueresco de 1730 que alberga una talla del siglo XX de la Virgen (en restauración). En el muro sur, un retablo clasicista, ahora en restauración, exhibe las tallas de San Martín, San Sebastián y San Bartolomé. Completan la escena sendas tallas de principios del siglo XX de la Inmaculada y el Sagrado Corazón de Jesús. Bajo el coro se localiza una pila bautismal de formas básicas, tallada en un solo bloque de piedra arenisca. Sobre una basa discoidal se coloca el elemento principal, con el fuste subcilíndrico que grada hacia la copa cuadrada. El estilo de esta pila parece corresponder a época románica. Se accede al templo por una portada sencilla con arco de medio punto, con líneas de imposta bien definidas y enmarcadas en dos pilastras cajeadas.
El interior se articula en dos tramos de cubierta abovedada con terceletes, separados entre sí por arcos fajones de medio punto que reposan sobre pilastras con semi-columna y base rectangular. En las intersecciones de los terceletes aparecen florones de piedra bien tallada con motivos florales. La parte final del tramo oeste está ocupado por un coro de estructura clásica, levantado sobre machones y vigas de madera. El ábside, al cual se llega mediante un arco triunfal ojival apeado sobre pilastras con haces de columnas, presenta planta cuadrada y cubierta de bóveda de crucería, terceletes y contrafuertes prismáticos en los ángulos. Los florones en este caso aparecen blasonados y exhiben una flor de lis.
La historia constructiva del templo es compleja, y muestra diferentes transformaciones y reconstrucciones ocurridas a lo largo del tiempo. Aunque la primera cita documentada sobre la localidad corresponde a 1352, y se encuentra en el Becerro de las Merindades de Castilla, donde es denominada “Quintaniella Taniabueyes”, parece que en siglos anteriores ya existiría un núcleo poblacional. La presencia de algunos elementos románicos, como la necrópolis, la pila bautismal o los canecillos, hacen suponer que pudiera existir un templo ya en los siglos XI o XII. Esta hipótesis parece reforzada por la presencia de elementos de origen románico también en las localidades limítrofes, como la necrópolis y espadaña de la iglesia de Santa Eulalia, en Tañabueyes, o la cabecera y la espadaña de la ermita de la Asunción, en Villoruebo de la Sierra. En cualquier caso, elementos arquitectónicos presentes en la cabecera (los contrafuertes o el vano de la tronera sur) y en el ábside (los relieves de las ménsulas de arranque de los nervios, el pilar entregado o el arco triunfal), corresponden a época tardogótica, por lo que podrían datar una reconstrucción del templo inicial entre las décadas finales del siglo XV. El estilo constructivo de la torre-campanario indica que se levantó en un momento histórico posterior, que podría corresponder a época barroca o clasicista, tal vez de finales del siglo XVIII o comienzos del XIX. En algún momento no precisado, se adosó la sacristía al muro sur del templo, retirando uno de los contrafuertes previos, y compensándolo con la inclusión de un elemento de refuerzo en la pared sur de la sacristía. Por último, a comienzos del siglo XX se retiró el soportal que existía adosado al arco de entrada, y se demolió la escalera de piedra que permitía acceder a media altura de la torre-campanario por el sur (aun puede verse la puerta convertida en ventana) y se abrió un nuevo acceso rectangular en la cara este.

## Himno de Quintanilla Cabrera
El himno de esta localidad fue compuesto, tanto la letra como la música, por Rodrígo García, Jose Mª Hernández y Jose Claro el 21 de marzo de 2010. Se da la circunstancia de que la idea de crear el himno fue la "prenda" que tuvieron que pagar los perdedores tras una partida de juego de mesa. El título original -La cabra bajo el árbol- hace referencia a la simbología del escudo de la localidad. La pieza está compuesta por dos partes de compás y ritmo bien diferenciados, una primera en compás binario correspondiente a una marcha castellana, y una segunda parte que responde a la estructura característica de las jotillas serranas.
La letra del himno se reproduce a continuación:

Protegida por Mencilla
Ante la cuesta de Lara
su iglesia de piedra vieja
hacia Tablada se encara.

El bronce de sus campanas
repica en la pedanía
"cartujo" ríe con ganas
de San Martín es el día.

Casarejo en invierno
te deja sin aliento
la chimenea serrana
alivia ese tormento.

Molinos de agua
molinos de viento
Quintanilla Cabrera
llevó en el pensamiento.

Bajo el sol de verano
sudor y sufrimiento
el agua del Churrón
nos da su frío aliento.

Molinos de agua
molinos de viento
Quintanilla Cabrera
llevó en el pensamiento.